# شاهرخ (خواننده)
شاهرخ شاهید (۶ آذر ۱۳۲۸ – ۱۲ آذر ۱۴۰۲) که با نام هنری شاهرخ شناخته می‌شد، خواننده و آهنگ‌ساز اهل ایران بود.

## آغاز زندگی

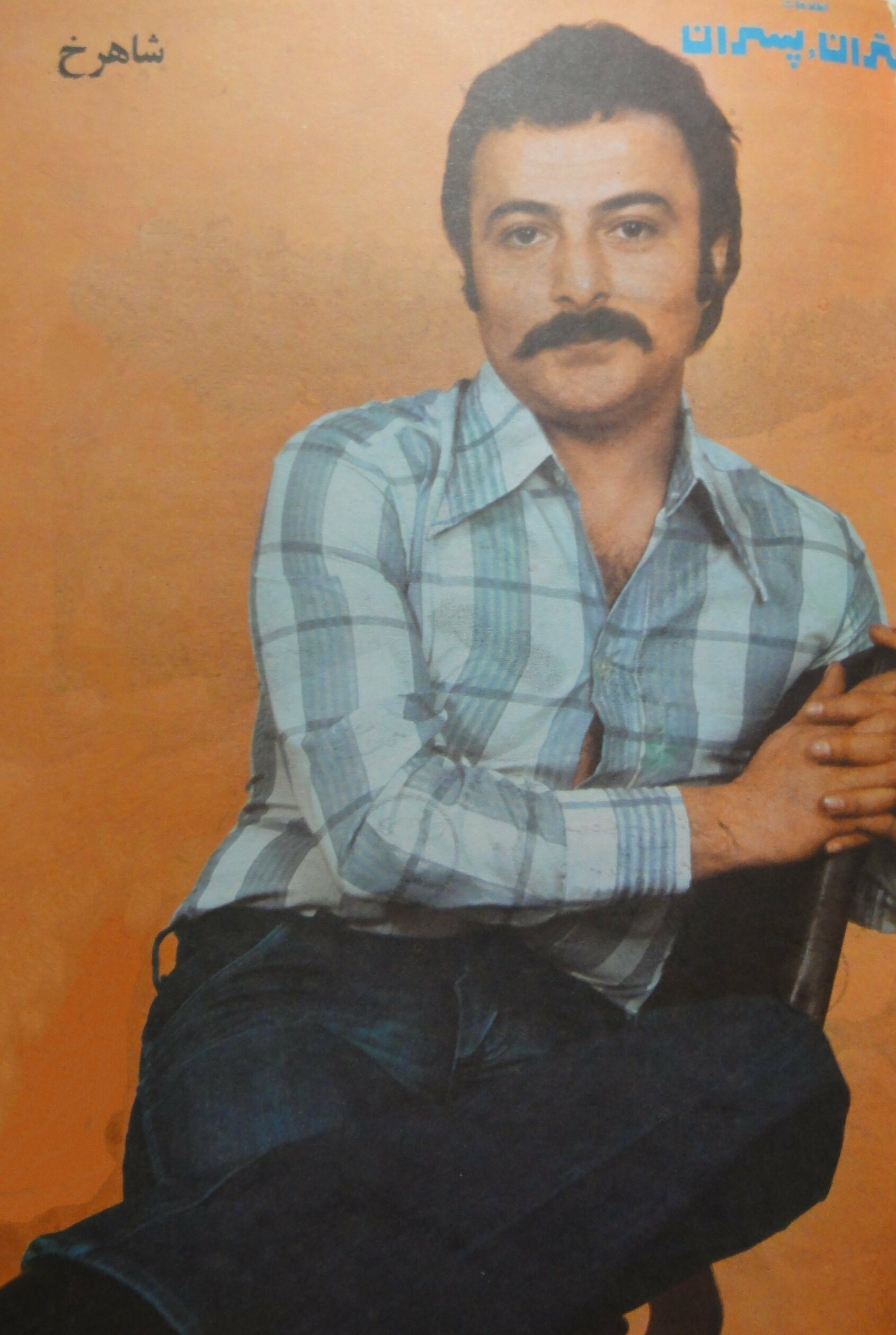
عکس شاهرخ بر روی مجلهٔ دختران و پسران شماره ۸۹۹، ۵ اردیبهشت ۱۳۵۵

شاهرخ شاهید در ۶ آذر ۱۳۲۸ در محلهٔ سلسبیل تهران زاده شد. پدرش عیسی و مادرش نرگس نام داشت. وی در سن ۱۱ سالگی، مادر خود را در بستر بیماری از دست داد و سه سال بعد نیز پدر او درگذشت. شاهرخ از همان دوران نوجوانی در دامان خواهر بزرگ‌تر خود تربیت و پرورش یافت. او در دبستان بامشاد و دبیرستان مروی تحصیل کرد و تحصیلات موسیقی خود را در تالار رودکی و جامعه باربد گذراند.

## زندگی حرفه‌ای

### آغاز
شاهرخ شاهید در ۱۳ سالگی، فعالیت هنری خود را در برنامه کودک رادیو ایران آغاز نمود و در همان سال‌ها به تشویق پدرش برای فراگیری ردیف‌های موسیقی ایرانی به‌مدت ۱۰ سال در کلاس‌های اسماعیل مهرتاش در جامعهٔ باربد شرکت کرد. وی همچنین نت و سلفژ را طی ۵ سال در هنرستان موسیقی ملی زیر نظر مصطفی کمال پورتراب آموخت و بدین ترتیب علاوه‌بر تسلط بر دستگاه‌های موسیقی سنتی، با مبانی و گام‌های موسیقی غربی و کلاسیک نیز آشناییت پیدا کرد. شاهرخ در طی این سال‌ها، با ارکستر کُر ملی ایران به‌رهبری آلفرد مالرویان، به‌عنوان سولیست همکاری کرد و به‌اجرای برنامه‌های مختلفی در تالار رودکی پرداخت. شاهرخ در سال ۱۳۵۳، اولین ترانهٔ خود را به‌نام «دوستت دارم» را با کلام شهرام وفایی و آهنگسازی امیر آرام در سن ۲۵ سالگی اجرا کرد که مورد تشویق و حمایت مردم قرار گرفت. از ترانه‌های بعدی وی می‌توان به «شبا بی‌تو» و «راه بیفت» اشاره کرد. شاهرخ در پاییز سال ۱۳۵۴، در سریال غریبه، ترانه‌ای به‌همین نام اجرا کرد که به‌مدت دو سال، هر شب از تلویزیون ملی ایران پخش می‌شد. پخش این ترانه در این سریال، نقش زیادی در شهرت شاهرخ ایفا کرد. شاهرخ در آغاز فعالیت خود، با آهنگسازان برجسته‌ و شاخصی چون حسین واثقی، منوچهر طاهرزاده، محمد شمس، داوود اردلان، منصور ایران‌نژاد، صادق نوجوکی و ناصر چشم‌آذر همکاری کرد. شهرام وفایی، سعید دبیری، فرهنگ قاسمی، مسعود هوشمند و فتح‌الله منوچهری نیز از جمله ترانه‌سرایانی بودند که در پیش از انقلاب با شاهرخ همکاری داشتند.

### شهرت و مهاجرت
شاهرخ شاهید تا سال ۱۳۵۵، دو آلبوم موسیقی منتشر کرد. او در آبان ۱۳۵۶ (نوامبر ۱۹۷۷)، برای ادامهٔ تحصیل موسیقی و فعالیت در ارکستر فیلارمونیک شهر لس آنجلس به ایالات متحده آمریکا مهاجرت کرد و پس از ویگن، دومین هنرمند آوازه‌خوان مقیم لس آنجلس شد. شاهرخ چهار ماه پیش از وقوع انقلاب ۱۳۵۷ به ایران بازگشت تا در کنار خانوادهٔ خود باشد. وی شب قبل از ورود روح‌الله خمینی به ایران، دوباره به ایالات متحده نقل مکان کرد.

### پس از انقلاب و آمریکا
شاهرخ شاهید پس از مهاجرت به آمریکا، نخستین آلبوم‌های خود را با نام‌های «هیچ‌کجا ایران نمی‌شه» و «خداحافظ تهران» به‌ترتیب در سال‌های ۱۳۵۹ و ۱۳۶۱ منتشر کرد که با ابی و شهرام شب‌پره مشترک بودند. وی در آغاز دهه ۱۳۷۰ نیز آلبوم «شاه‌گل» را به‌طور مشترک با ابی و شهرام صولتی منتشر کرد. شاهرخ ضمن اینکه موسیقی عمدهٔ ترانه‌هایش را خودش می‌ساخت، با آهنگسازان برجسته‌ای چون فرید زلاند، سیاوش قمیشی، منوچهر چشم‌آذر، آندرانیک، کاظم عالمی، بیژن مرتضوی، فرخ آهی و شوبرت آواکیان نیز همکاری داشت. وی علاوه بر تداوم همکاری با یاور دیرینه‌اش شهرام وفایی، با ترانه‌سرایان شاخصی چون مسعود امینی، هما میرافشار، اردلان سرفراز، شهیار قنبری، مسعود فردمنش، ایرج رزمجو، پاکسیما زکی‌پور و یغما گلرویی در دوران تبعید همکاری داشته‌ است. بیشتر ترانه‌هایی که باعث شهرت وی در دوران پس از انقلاب شدند، در آلبوم‌های انفرادی او بودند.
یکی از پرآوازه‌ترین ترانه‌های شاهرخ، «مرغوب» بود که با ترانهٔ مسعود امینی، آهنگسازی خودش و تنظیم شوبرت آواکیان در آلبوم «عریضه» در سال ۱۳۸۱ منتشر شد.

## کنش سیاسی
عمدهٔ آلبوم‌های شاهرخ به‌خصوص آلبوم‌های «هیچ‌کجا ایران نمی‌شه»، «خاک خوب من» و «قبلهٔ من خاک ایران است» درون‌مایهٔ سیاسی مخالف نظام جمهوری اسلامی دارند. شاهرخ معتقد بود که «هیچ ایرانی تبعیدی نمی‌تواند بگوید که سیاسی نیست.»
شاهرخ شاهید در سال ۱۴۰۰ به همراه دیگر خوانندگان، بازیگران و سایر هنرمندان ایرانی مخالف جمهوری اسلامی، پیمان‌نامه‌ای را برای همبستگی ملی برای دموکراسی در ایران امضا کرد. آنها خواهان استعفای رهبر جمهوری اسلامی، انحلال قانون اساسی و شکل‌گیری نظام سیاسی جدیدی در ایران شدند.
وی با آغاز خیزش ۱۴۰۱ ایران و ضمن اینکه مشغول درمان بیماری سرطان بود، سعی کرد مبارزه با جمهوری اسلامی را ادامه دهد و پیام‌هایی منتشر می‌کرد. او در یکی از این پیام‌ها با تقدیر از جوانان ایرانی، از سایر مردم ایران خواست به خیابان‌ها بروند و از این جوانان پشتیبانی کنند.

## درگذشت
شاهرخ در ۱۲ آذر ۱۴۰۲ پس از تحمل حدود دو سال بیماری سرطان، در ۷۴ سالگی در لس آنجلس درگذشت. صفحهٔ رسمی فیس‌بوک این خواننده پس از درگذشت او، ترانهٔ «بچه‌ها خداحافظ» سرودهٔ اردلان سرفراز را بازنشر کرد.

## آلبوم‌ها

### غروب
- آلبوم گردآوری شده

| نام ترانه        | ترانه‌سرا        | آهنگساز         | تنظیم‌کننده      | سال انتشار |
| ---------------- | --------------- | --------------- | --------------- | ---------- |
| شعرهای عاشقانه   | علیرضا نوری‌زاده | صادق نوجوکی     | ناصر چشم‌آذر     | ۱۳۵۷       |
| پری جون          | شهرام وفایی     | منوچهر طاهرزاده | محمد شمس        | ۱۳۵۷       |
| گوش بده          | شهرام وفایی     | شاهرخ           | داوود اردلان    | ۱۳۵۷       |
| یادنامه          | شهرام وفایی     | شاهرخ           | داوود اردلان    | ۱۳۵۷       |
| شهید             | شهرام وفایی     | منصور ایران‌نژاد | منصور ایران‌نژاد | ۱۳۵۷       |
| کوله‌بار          | منوچهر ناصحی    | منوچهر طاهرزاده | ناصر چشم‌آذر     | ۱۳۵۷       |
| فریاد (شبا بی‌تو) | رضا عبداللهی    | مهرداد جویباری  | محمد شمس        | ۱۳۵۴       |
| غروب             | فریدون علیخانی  | امیر آرام       | امیر آرام       | ۱۳۵۵       |
| غبار             | مسعود هوشمند    | داوود اردلان    | اریک آرکانت     | ۱۳۵۵       |
| راه بیفت         | رضا عبداللهی    | مهرداد جویباری  | محمد شمس        | ۱۳۵۴       |
| گل مرداب         | فرهنگ قاسمی     | محمد شمس        | محمد شمس        | ۱۳۵۵       |

### کولی
- آلبوم گردآوری شده

| نام ترانه    | ترانه‌سرا     | آهنگساز         | تنظیم‌کننده      | سال انتشار |
| ------------ | ------------ | --------------- | --------------- | ---------- |
| بمون با من   | شهرام وفایی  | منوچهر طاهرزاده | محمد شمس        | ۱۳۵۶       |
| هم‌پرواز      | شهرام وفایی  | منوچهر طاهرزاده | محمد شمس        | ۱۳۵۷       |
| دلم گرفته    | شهرام وفایی  | منوچهر طاهرزاده | شاپور باستان‌سیر | ۱۳۵۷       |
| میراث        | شهرام وفایی  | شاهرخ           | محمد شمس        | ۱۳۵۷       |
| باغ بارون‌زده | کیومرث حیدری | منوچهر طاهرزاده | ناصر چشم‌آذر     | ۱۳۵۷       |
| کولی         | شهرام وفایی  | منوچهر طاهرزاده | محمد شمس        | ۱۳۵۵       |
| صوفی         | سعید دبیری   | محمد شمس        | محمد شمس        | ۱۳۵۵       |
| آلونک        | شهرام وفایی  | محمد شمس        | محمد شمس        | ۱۳۵۶       |
| شب‌شکن        | شهرام وفایی  | شاهرخ           | داوود اردلان    | ۱۳۵۷       |
| کوچ          | شهرام وفایی  | منوچهر طاهرزاده | محمد شمس        | ۱۳۵۵       |

### وحدت (۱۹۷۸/۱۳۵۷)
- مشترک با فرهاد، ابی، پرویز خوش‌رزم و…

| نام ترانه | ترانه‌سرا    | آهنگساز         | تنظیم‌کننده      |
| --------- | ----------- | --------------- | --------------- |
| زندونیا   | شهرام وفایی | شاهرخ           | محمد شمس        |
| شهید      | شهرام وفایی | منصور ایران‌نژاد | منصور ایران‌نژاد |

### هیچ‌کجا ایران نمیشه (۱۹۸۰/۱۳۵۹)
- مشترک با ابی و شهرام شب‌پره

| نام ترانه             | ترانه‌سرا      | آهنگساز      | تنظیم‌کننده    |
| --------------------- | ------------- | ------------ | ------------- |
| افسونگر               | ابراهیم صفایی | جمشید شیبانی | منوچهر چشم‌آذر |
| دل و دلبر             | باباطاهر      | جلیل زلاند   | منوچهر چشم‌آذر |
| دوست دارم (اجرای دوم) | شهرام وفایی   | امیر آرام    | منوچهر چشم‌آذر |
| هم‌خون (به‌همراهی ابی)  | شهرام شب‌پره   | شهرام شب‌پره  | منوچهر چشم‌آذر |

### خداحافظ تهران (۱۹۸۲/۱۳۶۱)
- مشترک با ابی و شهرام شب‌پره

| نام ترانه | ترانه‌سرا    | آهنگساز     | تنظیم‌کننده |
| --------- | ----------- | ----------- | ---------- |
| پدر       | شهرام شب‌پره | شهرام شب‌پره | فرخ آهی    |

### من و تو (۱۹۸۳/۱۳۶۲)
- بازنشر در سال ۱۳۷۱

| نام ترانه               | ترانه‌سرا     | آهنگساز       | تنظیم‌کننده    |
| ----------------------- | ------------ | ------------- | ------------- |
| من و تو                 | شهرام وفایی  | منوچهر چشم‌آذر | منوچهر چشم‌آذر |
| چاله به چاه (اجرای اول) | عارف قزوینی  | شاهرخ         | منوچهر چشم‌آذر |
| چاله به چاه (اجرای اول) | اسد تهرانی   | شاهرخ         | منوچهر چشم‌آذر |
| ظالم                    | هاتف اصفهانی | شاهرخ         | منوچهر چشم‌آذر |
| ظالم                    | شاهرخ        | شاهرخ         | منوچهر چشم‌آذر |
| رؤیای شوم               | شاهرخ        | منوچهر چشم‌آذر | منوچهر چشم‌آذر |
| قصّه                     | شاهرخ        | منوچهر چشم‌آذر | منوچهر چشم‌آذر |
| عاشقانه                 | شاهرخ        | منوچهر چشم‌آذر | منوچهر چشم‌آذر |

### عروسی (۱۹۸۵/۱۳۶۴)
- بازنشر در سال ۱۳۷۱ توسط کمپانی کلتکس رکوردز

| نام ترانه               | ترانه‌سرا         | آهنگساز       | تنظیم‌کننده    |
| ----------------------- | ---------------- | ------------- | ------------- |
| خونه‌خراب                | ایرج رزمجو       | شاهرخ         | منوچهر چشم‌آذر |
| عروسی                   | ایرج رزمجو       | منوچهر چشم‌آذر | منوچهر چشم‌آذر |
| خبرچین                  | ایرج رزمجو       | فرخ آهی       | فرخ آهی       |
| شهر ظلمت (به‌همراهی ابی) | شهرام وفایی      | شاهرخ         | فیروزه افشار  |
| نازار دلی               | ابوسعید ابوالخیر | علی‌اکبر شیدا  | فیروزه افشار  |
| تورو از دست نمی‌دم       | مصطفی جاویدان    | مصطفی جاویدان | فیروزه افشار  |

### خاک خوب من (۱۹۸۵/۱۳۶۴)
- هم‌خوانی با عارف، ستار، مرتضی، حبیب، صادق نوجوکی، هوشمند عقیلی، علی نظری، احمد آزاد، شهلا سرشار، دلارام، هما اجلالی و نازی افشار [نیازمند منبع]

| نام ترانه | ترانه‌سرا     | آهنگساز    | تنظیم‌کننده |
| --------- | ------------ | ---------- | ---------- |
| خاک من    | هما میرافشار | احمد پژمان | احمد پژمان |

### همبستگی (قبلهٔ من خاک ایران است) (۱۹۸۶/۱۳۶۵)
- هم‌خوانی با داریوش، ستار، مرتضی، اندی، کوروس، فرامرز آصف، داوود بهبودی، سیاوش شمس، آلیس الوندی، علی نظری، بهرام حصیری، گلوریا روحانی، مولود زهتاب، نازی افشار و …

| نام ترانه                            | ترانه‌سرا              | آهنگساز             | تنظیم‌کننده |
| ------------------------------------ | --------------------- | ------------------- | ---------- |
| ای نسیم نوبهاری (با من از یاران بگو) | مسعود سپند، علی گزرسز | داریوش و بیژن قادری | احمد پژمان |

### عشاق ۲ - یادواره عارف قزوینی (۱۹۸۶/۱۳۶۵)
| نام ترانه                              | آهنگساز        | تنظیم‌کننده     |
| -------------------------------------- | -------------- | -------------- |
| تصنیف "ایران"                          | کاظم عالمی     | کاظم عالمی     |
| مقدمه دشتی (مرثیه)                     | اسماعیل تهرانی | کاظم عالمی     |
| حاجیانی (کمانچه: مرتضی ورزی)           |                |                |
| چهارمضراب دشتی (سنتور: اسماعیل تهرانی) |                |                |
| درآمد (آواز همراه تار: کاظم عالمی)     |                |                |
| تصنیف "گریه کن"                        | عارف قزوینی    | کاظم عالمی     |
| دشستانی و چهارمضراب (تار: کاظم عالمی)  |                |                |
| عشاق (کمانچه: مرتضی ورزی)              |                |                |
| ضربی عشاق                              | هوشنگ ظریف     | اسماعیل تهرانی |
| رنگ دشتی                               | رضا محجوبی     | کاظم عالمی     |

### گلباران ۱ (۱۹۸۶/۱۳۶۵)
- مشترک با ابی، شماعی‌زاده، ویگن، عارف، هوشمند عقیلی و …

| نام ترانه | ترانه‌سرا    | آهنگساز     | تنظیم‌کننده |
| --------- | ----------- | ----------- | ---------- |
| دیره دیره | مسعود امینی | سیاوش قمیشی | کاظم عالمی |

### انتخابی ۷ (گذشته‌های شیرین) (۱۹۸۷/۱۳۶۶)
- مشترک با مهستی، ستار، فتانه، علی نظری، بهرام حصیری و احمد آزاد

| نام ترانه        | ترانه‌سرا    | آهنگساز    | تنظیم‌کننده |
| ---------------- | ----------- | ---------- | ---------- |
| ایران عروسی کرده | مسعود امینی | کاظم عالمی | کاظم عالمی |

### عتیقه (۱۹۸۷/۱۳۶۶)
| نام ترانه   | ترانه‌سرا     | آهنگساز       | تنظیم‌کننده    |
| ----------- | ------------ | ------------- | ------------- |
| عتیقه       | هما میرافشار | کاظم عالمی    | کاظم عالمی    |
| تب          | هما میرافشار | بازسازی       | کاظم عالمی    |
| عمرو باختی  | هما میرافشار | شاهرخ         | کاظم عالمی    |
| دل ما بین   | مسعود امینی  | کاظم عالمی    | کاظم عالمی    |
| عاشقی کدومه | شاهرخ        | بازسازی       | منوچهر چشم‌آذر |
| چشم‌سیاه     | شاهرخ        | منوچهر چشم‌آذر | منوچهر چشم‌آذر |

### ماه شب چهارده (۱۹۸۸/۱۳۶۷)
- بازنشر در سال ۱۳۷۱ توسط کمپانی کلتکس رکوردز

| نام ترانه     | ترانه‌سرا     | آهنگساز                                     | تنظیم‌کننده |
| ------------- | ------------ | ------------------------------------------- | ---------- |
| نازکی         | هما میرافشار | برداشت از تصنیف "خروسک" ساختهٔ مرتضی نی‌داوود | کاظم عالمی |
| می‌میرم        | هما میرافشار | برداشت از نغمهٔ افغانی                       | کاظم عالمی |
| فتنه          | هما میرافشار | کاظم عالمی                                  | کاظم عالمی |
| یادگاری       | مسعود امینی  | شاهرخ                                       | کاظم عالمی |
| ماه شب چهارده | هما میرافشار | کاظم عالمی                                  | کاظم عالمی |
| کوه دماوند    | هما میرافشار | کاظم عالمی                                  | کاظم عالمی |
| گلدسته        | هما میرافشار | کاظم عالمی                                  | کاظم عالمی |

### عروسک شکستنی (۱۹۹۰/۱۳۶۹)
| نام ترانه                     | ترانه‌سرا       | آهنگساز           | تنظیم‌کننده    |
| ----------------------------- | -------------- | ----------------- | ------------- |
| عروسک شکستنی                  | هما میرافشار   | شاهرخ             | محمد مقدم     |
| سفر نرو                       | هما میرافشار   | شاهرخ             | منوچهر چشم‌آذر |
| عاشقه                         | هما میرافشار   | شاهرخ             | منوچهر چشم‌آذر |
| تیر در تاریکی (تفنگا)         | هما میرافشار   | شاهرخ             | منوچهر چشم‌آذر |
| برج عاج                       | شهرام وفایی    | شاهرخ             | محمد مقدم     |
| پریشون (بازخوانی ترانهٔ پوران) | جهانبخش پازوکی | جهانبخش پازوکی    | محمد مقدم     |
| عاقل شده دل                   | هما میرافشار   | شاهرخ             | منوچهر چشم‌آذر |
| بلا دل                        | هما میرافشار   | شاهرخ و نعیم پوپل | محمد مقدم     |

### شاه‌گل (۱۹۹۲/۱۳۷۱)
- مشترک با ابی و شهرام صولتی

| نام ترانه    | ترانه‌سرا     | آهنگساز      | تنظیم‌کننده    |
| ------------ | ------------ | ------------ | ------------- |
| کارم در اومد | مسعود فردمنش | مسعود فردمنش | منوچهر چشم‌آذر |
| ده بالا      | مسعود فردمنش | مسعود فردمنش | منوچهر چشم‌آذر |

### آهو (۱۹۹۴/۱۳۷۳)
- بازنشر در سال ۱۳۷۸ توسط کمپانی آونگ موزیک

| نام ترانه              | ترانه‌سرا      | آهنگساز    | تنظیم‌کننده    |
| ---------------------- | ------------- | ---------- | ------------- |
| به‌سلامت                | اردلان سرفراز | فرید زلاند | آندرانیک      |
| آهو                    | اردلان سرفراز | فرید زلاند | دیوید تباکمن  |
| ای عشق                 | اردلان سرفراز | فرید زلاند | دیوید تباکمن  |
| این درو وا کن باد بیاد | شهیار قنبری   | فرید زلاند | دیوید تباکمن  |
| پولک طلا               | هما میرافشار  | فرید زلاند | منوچهر چشم‌آذر |
| باغت خراب              | باباطاهر      | محلی       | منوچهر چشم‌آذر |

### لعبت (۱۹۹۶/۱۳۷۵)
| نام ترانه       | ترانه‌سرا     | آهنگساز             | تنظیم‌کننده     |
| --------------- | ------------ | ------------------- | -------------- |
| لعبت            | هما میرافشار | ملودی مراکشی، شاهرخ | کاظم عالمی     |
| با دست پس می‌زنی | هما میرافشار | شاهرخ               | کاظم عالمی     |
| دل دیوونه       | هما میرافشار | شاهرخ               | سعید یزدان‌پناه |
| چایی چایی       | هما میرافشار | ملودی بلوچی، شاهرخ  | داوود اردلان   |
| همهٔ عشق         | کوروش انگالی | سلیمان واثقی        | کاظم عالمی     |
| چاووشی          | امیرفرخ تجلی | امیرفرخ تجلی        | م. خاکباز      |
| ماه‌پیشونی       | هما میرافشار | شاهرخ               | منوچهر چشم‌آذر  |
| الله            | مسعود امینی  | شاهرخ               | بیژن مرتضوی    |

### حکایت «۴» (۱۹۹۷/۱۳۷۶)
- مشترک با مسعود فردمنش

| نام ترانه        | ترانه‌سرا     | آهنگساز        | تنظیم‌کننده     |
| ---------------- | ------------ | -------------- | -------------- |
| خیال نکن         | مسعود فردمنش | مسعود فردمنش   | آرا هایراپتیان |
| مثل تو           | مسعود فردمنش | مسعود فردمنش   | آرا هایراپتیان |
| خزون             | مسعود فردمنش | مسعود فردمنش   | آرا هایراپتیان |
| هوس              | مسعود فردمنش | مسعود فردمنش   | آرا هایراپتیان |
| لالایی           | مسعود فردمنش | مسعود فردمنش   | آرا هایراپتیان |
| اتاق خالی        | مسعود فردمنش | مسعود فردمنش   | آرمن آهارونیان |
| شاید             | مسعود فردمنش | آرا هایراپتیان | آرا هایراپتیان |
| جهان پهلوان تختی | مسعود فردمنش | مسعود فردمنش   | آرمن آهارونیان |

### کاکلی (۱۹۹۸/۱۳۷۷)
| نام ترانه         | ترانه‌سرا              | آهنگساز    | تنظیم‌کننده  |
| ----------------- | --------------------- | ---------- | ----------- |
| نامه              | امیرفرخ تجلی          | شاهرخ      | شاهرخ       |
| آوازه‌خون          | نوشین معینی کرمانشاهی | شاهرخ      | آندرانیک    |
| تورو می‌پرستم      | شاهرخ                 | شاهرخ      | شاهرخ       |
| غریبه (اجرای دوم) | مسعود هوشمند          | حسین واثقی | شاهرخ       |
| سرزمین عاشقا      | مسعود فردمنش          | شاهرخ      | شاهرخ       |
| نیومدی نیومدی     | هما میرافشار          | شاهرخ      | شاهرخ       |
| کاکلی             | امیرفرخ تجلی          | شاهرخ      | آندرانیک    |
| دلکم              | اردلان سرفراز         | شاهرخ      | رامین نصیری |

### خونه (۲۰۰۰/۱۳۷۹)
| نام ترانه             | ترانه‌سرا       | آهنگساز        | تنظیم‌کننده   |
| --------------------- | -------------- | -------------- | ------------ |
| خونه                  | شهرام وفایی    | شاهرخ          | شاهرخ        |
| پرستش                 | پاکسیما زکی‌پور | فریبرز حاجی‌نبی | استیو مک‌کرام |
| دوست دارم (اجرای سوم) | شهرام وفایی    | امیر آرام      | شاهرخ        |
| آفتاب                 | شاهرخ          | شاهرخ          | شاهرخ        |
| قصّه اینجوری شروع شد   | امیرفرخ تجلی   | شاهرخ          | آندرانیک     |
| یاس افغان             | امیرفرخ تجلی   | شاهرخ          | آندرانیک     |
| سوار راه دور          | امیرفرخ تجلی   | شاهرخ          | شاهرخ        |
| واسه چی؟              | امیرفرخ تجلی   | شاهرخ          | شاهرخ        |
| بچه‌ها خداحافظ         | اردلان سرفراز  | فرید زلاند     | آندرانیک     |

### عریضه (۲۰۰۲/۱۳۸۱)
| نام ترانه         | ترانه‌سرا      | آهنگساز         | تنظیم‌کننده     |
| ----------------- | ------------- | --------------- | -------------- |
| عریضه             | مسعود امینی   | شاهرخ           | شاهرخ          |
| ساعت              | شهیار قنبری   | شاهرخ           | شاهرخ          |
| مرغوب             | مسعود امینی   | شاهرخ           | شوبرت آواکیان  |
| با قافیه          | شهیار قنبری   | فرید زلاند      | تیگران ساکیان  |
| ماه‌خانم آبی       | مسعود امینی   | شاهرخ           | فریبرز حاجی‌نبی |
| هم‌نفس             | بیژن سعیدی    | فریبرز حاجی‌نبی  | استیو مک‌کرام   |
| پاییز (اجرای دوم) | محمدرضا فتاحی | منوچهر طاهرزاده | آندرانیک       |
| سنگ‌سار            | مسعود امینی   | شاهرخ           | شاهرخ          |

### ترانه باران (۲۰۰۶/۱۳۸۵)
| نام ترانه               | ترانه‌سرا       | آهنگساز        | تنظیم‌کننده |
| ----------------------- | -------------- | -------------- | ---------- |
| ترانه‌باران              | سیامک آقایی    | شاهرخ          | آندرانیک   |
| فکر راحت                | فریبرز حاجی‌نبی | فریبرز حاجی‌نبی | آندرانیک   |
| زیبایی                  | شهیار قنبری    | شاهرخ          | شاهرخ      |
| مردم                    | ستاره عاشق‌وند  | شاهرخ          | شاهرخ      |
| نگو نگو                 | فریبرز حاجی‌نبی | فریبرز حاجی‌نبی | آندرانیک   |
| قبیله                   | سیامک آقایی    | شاهرخ          | شاهرخ      |
| چاله به چاه (اجرای دوم) | عارف قزوینی    | شاهرخ          | شاهرخ      |
| چاله به چاه (اجرای دوم) | اسد تهرانی     | شاهرخ          | شاهرخ      |
| چاله به چاه (اجرای دوم) | خیام           | شاهرخ          | شاهرخ      |
| نازنین                  | یغما گلرویی    | فریبرز حاجی‌نبی | آندرانیک   |
| نمی‌دونی                 | هما میرافشار   | علینقی وزیری   | شاهرخ      |

## تک‌آهنگ‌ها
| نام ترانه               | نام ترانه               | ترانه‌سرا             | آهنگساز              | تنظیم‌کننده       | سال انتشار | توضیحات                                                                |
| ----------------------- | ----------------------- | -------------------- | -------------------- | ---------------- | ---------- | ---------------------------------------------------------------------- |
| دوست دارم               | دوست دارم               | شهرام وفایی          | امیر آرام            | امیر آرام        | ۱۳۵۳ ۱۹۷۴  | اجرای اول                                                              |
| غریبه                   | غریبه                   | مسعود هوشمند         | حسین واثقی           | علی درخشان       | ۱۳۵۴ ۱۹۷۵  | اجرای اول، تیتراژ پایانی سریال غریبه                                   |
| تو غریبه من غریب (یتیم) | تو غریبه من غریب (یتیم) | مسعود هوشمند         | حسین واثقی           | علی درخشان       | ۱۳۵۴ ۱۹۷۵  | اجرای اول                                                              |
| چی می‌شد                 | چی می‌شد                 | فتح‌الله منوچهری      | حسین واثقی           | علی درخشان       | ۱۳۵۵ ۱۹۷۶  |                                                                        |
| پاییز                   | پاییز                   | محمدرضا فتاحی        | منوچهر طاهرزاده      | محمد شمس         | ۱۳۵۵ ۱۹۷۶  | اجرای اول که در سی‌دی آلبوم «من و تو» بازنشر شد.                        |
| بغض                     | بغض                     | شهرام وفایی          | محمد شمس             | محمد شمس         | ۱۳۵۵ ۱۹۷۶  | تیتراژ پایانی فیلم سینه‌چاک                                             |
| کوچهٔ میعاد (هق هق گریه) | کوچهٔ میعاد (هق هق گریه) | شهرام وفایی          | منوچهر طاهرزاده      | محمد شمس         | ۱۳۵۶ ۱۹۷۷  |                                                                        |
| خوب من (قاصدک)          | خوب من (قاصدک)          | شهرام وفایی          | فولکلور کردی، شاهرخ  | محمد شمس         | ۱۳۵۷ ۱۹۷۸  | این ترانه در سی‌دی آلبوم «من و تو» بازنشر شد.                           |
| سنگ خارا                | سنگ خارا                | معینی کرمانشاهی      | علی تجویدی           |                  | ۱۳۵۸ ۱۹۸۰  | اجرای زنده در کنسرت                                                    |
| شهر برفی                | شهر برفی                | شهرام وفایی          | حسن شماعی‌زاده        | حسن شماعی‌زاده    | ۱۳۷۲ ۱۹۹۳  | اجرای کامل این ترانه تا به امروز منتشر نشده است.                       |
| دیدار در دماوند         | دیدار در دماوند         | علیرضا میبدی         | سعید محمدی           | سعید محمدی       | ۱۳۸۰ ۲۰۰۱  | همخوانی با ستار، مرتضی، شهره، مهستی، اندی و هاتف                       |
| علی                     | علی                     | امیرفرخ تجلی         | شاهرخ                | شاهرخ            | ۱۳۸۰ ۲۰۰۱  |                                                                        |
| دانشجو                  | دانشجو                  |                      |                      |                  | ۱۳۸۱ ۲۰۰۲  |                                                                        |
| رای نمی‌دهم              | رای نمی‌دهم              |                      |                      |                  | ۱۳۸۴ ۲۰۰۵  |                                                                        |
| کبوتر                   | کبوتر                   |                      | خشایار استوار        | آندرانیک         | ۱۳۸۵ ۲۰۰۶  | از جمله قطعات آلبوم «ترانه باران» که تاکنون به‌طور کامل منتشر نشده است. |
| اهریمن                  | اهریمن                  |                      |                      |                  | ۱۳۸۷ ۲۰۰۸  |                                                                        |
| مهد کهن                 | مهد کهن                 | ایران‌دوست            | شاهرخ                | شاهین یوسف‌زمانی  | ۱۳۸۸ ۲۰۱۰  |                                                                        |
| شهزاده                  | شهزاده                  | بیژن ترقی            | همایون خرم           | شاهین یوسف‌زمانی  | ۱۳۸۹ ۲۰۱۰  | به‌مناسبت بزرگداشت بهروز وثوقی                                          |
| نمی‌شه                   | نمی‌شه                   | علیرضا حسینی         | دیوید رنه            | دیوید رنه، شاهرخ | ۱۳۸۹ ۲۰۱۱  |                                                                        |
| رسوای زمانه             | رسوای زمانه             | تورج نگهبان          | همایون خرم           | شاهرخ            | ۱۳۹۰ ۲۰۱۱  |                                                                        |
| زیبای خفته              | زیبای خفته              | کوروش سمیعی          | فرید زلاند           | مهران خالصی      | ۱۳۹۱ ۲۰۱۲  |                                                                        |
| کار دل                  | کار دل                  | علیرضا حسینی         | جسی کوک، شاهرخ       | شاهرخ            | ۱۳۹۱ ۲۰۱۳  | ورژن اول                                                               |
| شما                     | شما                     | مسعود امینی          | شاهرخ                | شاهرخ            | ۱۳۹۲ ۲۰۱۳  |                                                                        |
| قصه‌های من (عروس خواب)   | قصه‌های من (عروس خواب)   | کیومرث حیدری         | منوچهر طاهرزاده      | آندرانیک         | ۱۳۹۲ ۲۰۱۳  |                                                                        |
| آغوش                    | آغوش                    | مسعود خدابنده‌لو      | محمد کلاسی‌بهار       | محمد کلاسی‌بهار   | ۱۳۹۲ ۲۰۱۴  |                                                                        |
| زیبا                    | زیبا                    | کوروش سمیعی          | فرید زلاند           | رافی شهبازیان    | ۱۳۹۳ ۲۰۱۴  |                                                                        |
| کی گفته                 | کی گفته                 | اردلان سرفراز        | فرید زلاند           | رافی شهبازیان    | ۱۳۹۳ ۲۰۱۴  |                                                                        |
| حظ کردم                 | حظ کردم                 | مسعود خدابنده‌لو      | محمد کلاسی‌بهار       | محمد کلاسی‌بهار   | ۱۳۹۳ ۲۰۱۴  |                                                                        |
| خیال نکن                | خیال نکن                | مسعود فردمنش         | مسعود فردمنش         | محمد کلاسی‌بهار   | ۱۳۹۳ ۲۰۱۴  | ورژن دوم                                                               |
| دل ما بین               | دل ما بین               | مسعود امینی          | کاظم عالمی           | محمد کلاسی‌بهار   | ۱۳۹۳ ۲۰۱۴  | ورژن دوم                                                               |
| دنیای بی‌قانون           | دنیای بی‌قانون           | مسعود خدابنده‌لو      | محمد کلاسی‌بهار       | محمد کلاسی‌بهار   | ۱۳۹۳ ۲۰۱۴  |                                                                        |
| دلداده                  | دلداده                  | امیرفرخ تجلی         | شاهرخ                | محمد کلاسی‌بهار   | ۱۳۹۳ ۲۰۱۴  |                                                                        |
| دلشوره                  | دلشوره                  | میثم بخشی            | محمد کلاسی‌بهار       | محمد کلاسی‌بهار   | ۱۳۹۳ ۲۰۱۵  |                                                                        |
| تو غریبه من غریب        | تو غریبه من غریب        | مسعود هوشمند         | حسین واثقی           | فرید فراز        | ۱۳۹۴ ۲۰۱۵  | ورژن دوم                                                               |
| چتر                     | چتر                     | رسول بهادیوند        | فرامرز نصیری         | فرامرز نصیری     | ۱۳۹۴ ۲۰۱۵  |                                                                        |
| اندوه                   | اندوه                   | میثم بخشی            | محمد کلاسی‌بهار       | محمد کلاسی‌بهار   | ۱۳۹۴ ۲۰۱۶  |                                                                        |
| خوابم نمی‌بره            | خوابم نمی‌بره            | مسعود خدابنده‌لو      | محمد کلاسی‌بهار       | محمد کلاسی‌بهار   | ۱۳۹۵ ۲۰۱۶  |                                                                        |
| خوشحال                  | خوشحال                  | بهار                 | فرامرز نصیری         | فرامرز نصیری     | ۱۳۹۵ ۲۰۱۶  |                                                                        |
| آرامش                   | آرامش                   | میثم بخشی            | محمد کلاسی‌بهار       | محمد کلاسی‌بهار   | ۱۳۹۵ ۲۰۱۶  |                                                                        |
| عاشق                    | عاشق                    | مصطفی ربیعی          | محمد کلاسی‌بهار       | محمد کلاسی‌بهار   | ۱۳۹۶ ۲۰۱۷  |                                                                        |
| بخوای نخوای             | بخوای نخوای             | شهلا تجویدی          | شاهرخ                | فریدون حیدرنیا   | ۱۳۹۶ ۲۰۱۷  |                                                                        |
| همزاد                   | همزاد                   | شهلا تجویدی          | فرامرز نصیری         | علی احمدی        | ۱۳۹۶ ۲۰۱۷  |                                                                        |
| زاینده‌رود               | زاینده‌رود               | شهلا تجویدی          | فرامرز نصیری         | علی احمدی        | ۱۳۹۶ ۲۰۱۷  |                                                                        |
| دین بهین                | دین بهین                |                      |                      |                  | ۱۳۹۷ ۲۰۱۸  |                                                                        |
| هنگام نبرد است (ضحاک)   | هنگام نبرد است (ضحاک)   |                      |                      |                  | ۱۳۹۷ ۲۰۱۸  |                                                                        |
| خزر                     | خزر                     | شهلا تجویدی          | شاهرخ                | شاهرخ            | ۱۳۹۷ ۲۰۱۸  |                                                                        |
| الکی                    | الکی                    | شهلا تجویدی          | شاهرخ                | شاهرخ            | ۱۳۹۷ ۲۰۱۸  |                                                                        |
| بزک                     | بزک                     | بیژن مفید            | بیژن مفید            | شاهرخ            | ۱۳۹۷ ۲۰۱۸  |                                                                        |
| همشهری                  | همشهری                  | مسعود امینی          | شاهرخ                | شاهرخ            | ۱۳۹۷ ۲۰۱۹  | به همراه دکلمهٔ مسعود امینی                                             |
| بیدادگاه                | بیدادگاه                | علیرضا حسینی         | شاهرخ                | آرمن آهارونیان   | ۱۳۹۸ ۲۰۱۹  |                                                                        |
| خاطره‌سازی               | خاطره‌سازی               | شاهرخ، مقداد گوهرنیا | شاهرخ، مقداد گوهرنیا | بردیا عراقی      | ۱۳۹۸ ۲۰۱۹  |                                                                        |
| کار دلم                 | کار دلم                 | علیرضا حسینی         | شاهرخ                | شاهین یوسف‌زمانی  | ۱۳۹۸ ۲۰۱۹  | ورژن دوم                                                               |
| رزم‌آوران                | رزم‌آوران                |                      | شاهرخ                | شاهرخ            | ۱۳۹۸ ۲۰۱۹  |                                                                        |
| چمه                     | چمه                     | شهلا تجویدی          | شاهرخ                | شاهرخ            | ۱۳۹۸ ۲۰۲۰  |                                                                        |
| نفس می‌کشم               | نفس می‌کشم               | شهلا تجویدی          | شاهرخ                | شاهرخ            | ۱۳۹۸ ۲۰۲۰  |                                                                        |
| گل‌واژه                  | گل‌واژه                  | شهلا تجویدی          | شاهرخ                | شاهرخ            | ۱۳۹۹ ۲۰۲۰  |                                                                        |
| حسرت                    | حسرت                    | شهلا تجویدی          | شاهرخ                | شاهین یوسف‌زمانی  | ۱۳۹۹ ۲۰۲۰  |                                                                        |
| وطن                     | وطن                     | وطن                  | وطن                  | وطن              | ۱۳۹۹ ۲۰۲۰  |                                                                        |
| ناخدا                   | ناخدا                   | فریبا صفری‌نژاد       | نادر صبا             | نادر صبا         | ۱۳۹۹ ۲۰۲۰  |                                                                        |
| عمامه‌دار                | عمامه‌دار                | شاهرخ                | شاهرخ                | شاهرخ            | ۱۴۰۰ ۲۰۲۱  |                                                                        |
| تلنگر                   | تلنگر                   | شهلا تجویدی          | فرامرز نصیری         | علی احمدی        | ۱۴۰۰ ۲۰۲۱  |                                                                        |
| یاد تو                  | یاد تو                  |                      | فرید فراز            | فرید فراز        | ۱۴۰۲ ۲۰۲۳  | انتشار پس از فوت                                                       |
| گلاب                    | گلاب                    | علیرضا میبدی         | شاهرخ                | شاهرخ            | ۱۴۰۳ ۲۰۲۴  | انتشار پس از فوت                                                       |
| یادواره (بی‌کلام)        | کوله‌بار                 | منوچهر ناصحی         | منوچهر طاهرزاده      | هانی یزدانیان    | ۱۴۰۳ ۲۰۲۴  | انتشار پس از فوت                                                       |
| یادواره (بی‌کلام)        | آهو                     | اردلان سرفراز        | فرید زلاند           | هانی یزدانیان    | ۱۴۰۳ ۲۰۲۴  | انتشار پس از فوت                                                       |
| یادواره (بی‌کلام)        | پاییز                   | محمدرضا فتاحی        | منوچهر طاهرزاده      | هانی یزدانیان    | ۱۴۰۳ ۲۰۲۴  | انتشار پس از فوت                                                       |
| یادواره (بی‌کلام)        | باغ بارون‌زده            | کیومرث حیدری         | منوچهر طاهرزاده      | هانی یزدانیان    | ۱۴۰۳ ۲۰۲۴  | انتشار پس از فوت                                                       |
| یادواره (بی‌کلام)        | هم‌پرواز                 | شهرام وفایی          | منوچهر طاهرزاده      | هانی یزدانیان    | ۱۴۰۳ ۲۰۲۴  | انتشار پس از فوت                                                       |
| اتل متل                 | اتل متل                 | مسعود امینی          | شاهرخ                | شاهرخ            | ۱۴۰۴ ۲۰۲۵  | انتشار پس از فوت                                                       |